# Uman - Take Control!
Uman - Take Control! è stato un reality show italiano andato in onda su Italia 1 nel 2011.

## Il programma
Condotto da Rossella Brescia con il Mago Forest, il programma partì il 2 maggio 2011 andando in onda in diretta dal Teatro 19 di Cinecittà: furono trasmesse, però, solamente due delle sette puntate previste in prime time perché il 10 maggio 2011 venne annunciata la chiusura del programma. Questa sospensione fu decisa da Luca Tiraboschi, all'epoca dei fatti direttore di Italia 1, rete in cui andava in onda il programma. Successivamente, il 26 agosto 2011 lo stesso Luca Tiraboschi ha rilasciato una intervista in cui commentò la sua decisione così: «Uman faceva ascolti, ma era brutto. Tamarreide, invece, era bello e non faceva ascolti. Io non sfuggo mai dalle mie responsabilità».
Rossella Brescia, intervistata da Davide Maggio il 13 marzo 2012, dichiarò quanto segue:

### Il format
Questo reality show è nato in Israele, prodotto da Dori Media Group (una compagnia specializzata nella produzione di telenovelas), dove è andato in onda per la prima volta nel 2009 con il nome di Megudalim ed una durata di 21 giorni. Il format originale prevedeva alcune differenze rispetto alla versione italiana, precisamente la non provenienza dei concorrenti da precedenti reality e la possibilità per gli spettatori di seguire la vita dei concorrenti per tutta la giornata tramite internet.
Al momento dell'arrivo in Italia (aprile 2011) del format, esso era trasmesso in vari paesi (tra cui Portogallo, Brasile e in Turchia) ed è stato acquistato da quindici Paesi.

### Storia e descrizione
Uman - Cast è stata la puntata speciale andata in onda domenica 1º maggio 2011 alle ore 23.25 per decretare i 12 concorrenti iniziali che sono entrati nel reality show il giorno successivo. Italia 1 ha mandato in onda fino al 10 maggio 2011 le strisce quotidiane del reality alle ore 11:50, 14:05 e 18:10 per circa 20 minuti in ogni singola finestra.
In questo reality hanno preso parte 8 personaggi (scelti da una rosa iniziale di 12) che hanno preso parte alla puntata speciale Uman - Cast, andata in onda precedentemente all'inizio ufficiale del programma: durante la puntata speciale, visto il meccanismo alla base del format di Uman, i personaggi sono stati trasformati in concorrenti di un vero e proprio game. Durante le puntate di prima serata, erano presenti in studio La Pina, Diego Passoni, Antonella e Alessandra Appiano, Alberto Argentesi, Micol Ronchi, Anna Pettinelli, Giuseppe The King Danza e Francesco Bruno, nel ruolo dei giurati e opinionisti del reality. Il programma era completamente interattivo: i concorrenti dovevano fare esattamente quello che il pubblico a casa gli ordinava via web. Nelle puntate di prima serata i concorrenti si sottoponevano a svariati giochi e si sono sottoposti ad una macchina che gli ricorda gli avvenimenti del loro passato: era stata prevista anche l'introduzione di concorrenti non famosi (come nel format originale), ma non è stata mai attuata.

### Concorrenti
I concorrenti, detti "Omini", del programma erano (in ordine di entrata nel programma) i seguenti:
| Nome concorrente   | Reality di origine                  | Epoca di origine   | Note                                                                                           |
| ------------------ | ----------------------------------- | ------------------ | ---------------------------------------------------------------------------------------------- |
| Veridiana Mallmann | L'isola dei famosi 6                | autunno 2008       | N.D.                                                                                           |
| Maicol Berti       | Grande Fratello 10                  | stagione 2009-2010 | vincitore della prima puntata                                                                  |
| Veronica Ciardi    | Grande Fratello 10                  | stagione 2009-2010 | vincitrice della seconda puntata                                                               |
| George Leonard     | Grande Fratello 10                  | stagione 2009-2010 | N.D.                                                                                           |
| Elena Morali       | La pupa e il secchione - Il ritorno | primavera 2010     | N.D.                                                                                           |
| Luca Tassinari     | La pupa e il secchione - Il ritorno | primavera 2010     | N.D.                                                                                           |
| Sergio Volpini     | Grande Fratello 1                   | autunno 2000       | Meglio noto come "Ottusangolo"                                                                 |
| Siria De Fazio     | Grande Fratello 9                   | primavera 2009     | in attesa di rientrare dopo l'infortunio accadutole all'inizio della prima puntata             |
| Bambola Ramona     | La talpa 2                          | autunno 2005       | sostituta di Siria (a partire dalla prima puntata) e seconda eliminata (nella seconda puntata) |
| Nora Amile         | La pupa e il secchione              | autunno 2006       | prima eliminata (nella prima puntata)                                                          |

Nel programma erano presenti anche i "Picchi", con il compito di "ostacolare" i concorrenti ufficiali, erano concorrenti in attesa di diventare "Omini" (cioè concorrenti ufficiali) a tutti gli effetti ed essi erano (in ordine di classifica al momento della chiusura del programma) i seguenti:
| Nome concorrente   | Reality di origine   | Epoca di origine   | Note                           |
| ------------------ | -------------------- | ------------------ | ------------------------------ |
| Laura Drzewicka    | Grande Fratello 9    | primavera 2009     | N.D.                           |
| Giordana Sali      | Grande Fratello 11   | stagione 2010-2011 | N.D.                           |
| Rocco Pietrantonio | La fattoria 4        | primavera 2009     | ex fidanzato di Lory Del Santo |
| Antonio Zequila    | L'isola dei famosi 3 | autunno 2005       | "                              |

### Classifica
Legenda:

     1º in classifica
     Rischio eliminazione
     Eliminato/a
     Ritirato 
| Posizione | Classifica umanometro (2 maggio 2011) | Punti   | Classifica umanometro (9 maggio 2011) | Punti   |
| --------- | ------------------------------------- | ------- | ------------------------------------- | ------- |
| 1º        | Maicol Berti                          | 3.100   | Veronica Ciardi                       | 11.810  |
| 2º        | Elena Morali                          | 3.000   | Maicol Berti                          | 10.800  |
| 3º        | Veronica Ciardi                       | 2.850   | Luca Tassinari                        | 7.940   |
| 4º        | George Leonard                        | 2.720   | Veridiana Mallmann                    | 7.820   |
| 5º        | Siria De Fazio                        | 2.550   | Elena Morali                          | 7.370   |
| 6º        | Sergio Volpini                        | 1.650   | George Leonard                        | 6.920   |
| 7º        | Luca Tassinari                        | 1.600   | Sergio Volpini                        | 6.150   |
| 8º        | Nora Amile                            | 1.200   | Bambola Ramona                        | 3.180   |
| 9º        | Bambola Ramona                        | Picchio | Laura Drzewicka                       | Picchio |
| 10º       | Veridiana Mallmann                    | Picchio | Giordana Sali                         | Picchio |
| 11º       | Rocco Pietrantonio                    | Picchio | Rocco Pietrantonio                    | Picchio |
| 12º       | Antonio Zequila                       | Picchio | Antonio Zequila                       | Picchio |

### Ascolti
| speciale | 1º maggio 2011 | 839.000   | 5,30% | [ 7 ] |
| 1        | 2 maggio 2011  | 1.862.000 | 9,80% | [ 8 ] |
| 2        | 9 maggio 2011  | 1.740.000 | 9,02% | [ 9 ] |
| #        | Media auditel  | ..        | ,%    | #     |